# Yada'il Bayyin II. (Hadramaut)
Yada'il Bayyin II. (altsüdarabisch ydʿʾl byn), Sohn des Königs Yadi'ab Ghailan I., war ein König von Hadramaut. Er regierte um oder kurz nach 150 n. Chr.
Yada'il Bayyin II. ist nur von zwei Inschriften bekannt. Eine davon ist eine Bauinschrift, in der Yada'il Bayyin berichtet, die Stadtmauer von Schabwat renoviert oder erweitert zu haben. Eine sabäische private Inschrift belegt ihn vielleicht als Zeitgenossen von Sa'dschams Asra von Saba, doch erscheint er in der besagten Inschrift nur als Yada'il, womit die Identifizierung unsicher bleibt.